# عنزه (طایفه)

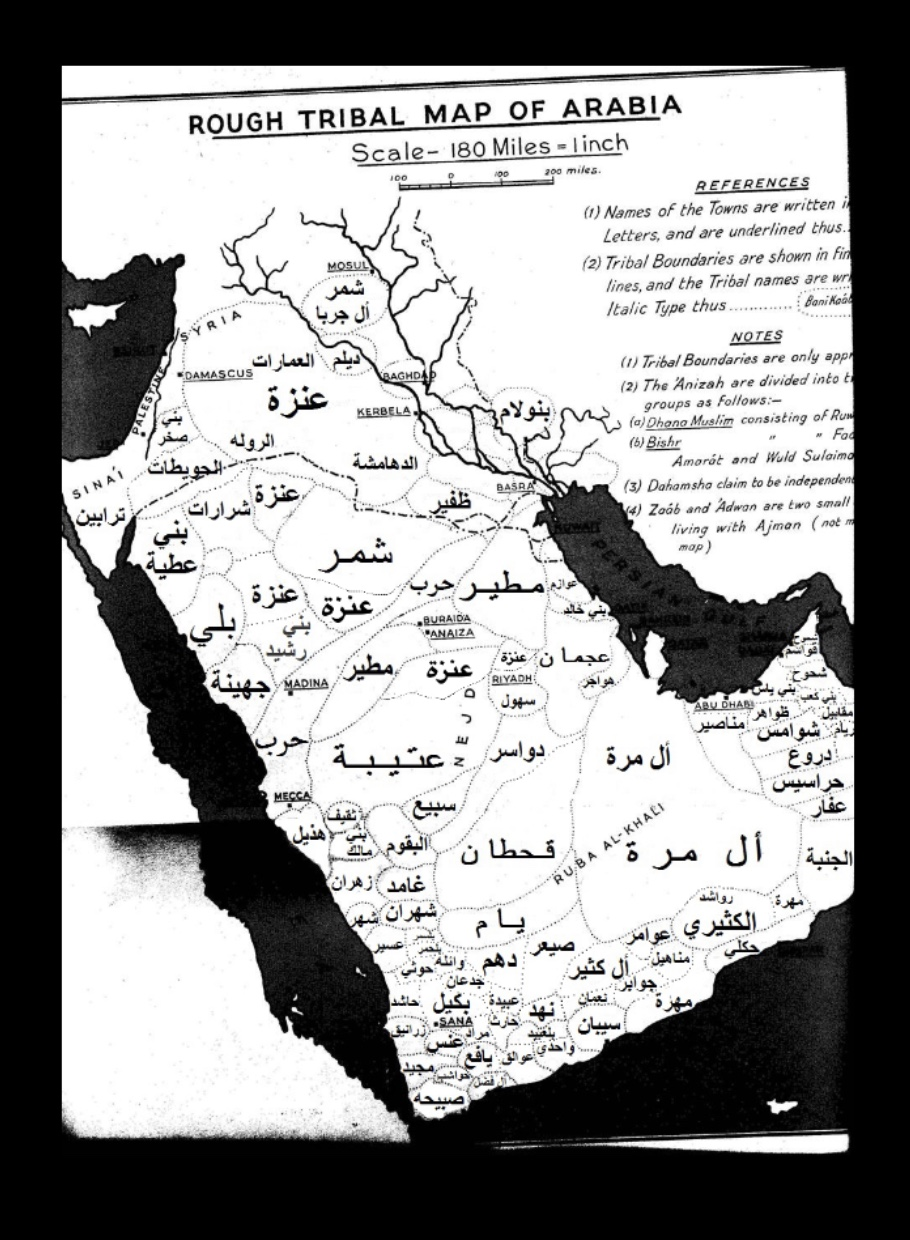

قبیله عنزه از سرشناس‌ترین قبایل عرب است که محل سکونت آنها نجد در شمال حجاز، بیابان شام، عراق، کویت و شمال عربستان و مناطق دیگر از جمله لیبی،  ایران و شبه‌جزیره سینا و ترکیه است. قبیله عنزه یکی از بزرگ‌ترین قبایل خلیج فارس و شام است. طبق منابع تاریخی قبیله عنزه قدیمی‌ترین ایل در منطقه حجاز است.
ایل عنزه (= اعنزة الاهواز به عربی) در خوزستان به چهار بخش تقسیم می‌شوند که از دودمان خود یعنی دودمان صقور (= صُگُور به عربی محلی) یا آل صقور هستند:

۱. خصیفات (اشویع البرع)؛ ۲. آل بوناصر (افریح محمد الذبیح)؛ ۳. آل بوبری (صالح و بیت زامل)؛ ۴. آل بوحمد الثویبیت (کریم الثامر).
از دیگر شاخه‌های عنزه در این منطقه:
الرفیع
العیدان
البدر
فایز، البدرانی؛ بن موسی. خیبر فی القرن الثالث عشر. دار البدرانی للنشر والتوزیع.
مشارکت‌کنندگان ویکی‌پدیا. «عنزة (قبیلة)». در دانشنامهٔ ویکی‌پدیای عربی، بازبینی‌شده در ۳ ژانویهٔ ۲۰۲۲.
1. ↑  آداب و رسوم قوم عنزه (= " اعنزة الاهواز " به عربی: قبیلة عنزة فی الأحواز) در اهواز
2. ↑  تاریخ عشره صقور اهواز